# The Time We Were Not in Love
The Time We Were Not in Love (en hangul, 너를 사랑한 시간; romanización revisada, Neoleul Saranghan Sigan), conocida en español como El tiempo que te he amado, es una serie de televisión de Corea del Sur emitida originalmente en 2015 por SBS y protagonizada por Ha Ji Won, Lee Jin Wook, Yoon Kyun Sang y Choo Soo Hyun.
Fue emitida en su país de origen desde el 27 de junio hasta el 16 de agosto de 2015, con una longitud de 16 episodios emitidos sábados y domingos a las 21:55 (KST). Corresponde a la adaptación de la serie taiwanesa «In Time with You». (我可能不會愛你) de 2011.

## Argumento
Durante los últimos 17 años Oh Ja Na y Choi Won han sido amigos inseparables. Han ido al mismo colegio y han compartido momentos de alegría y de tristeza, y han conocido a sus corresponientes parejas, pero nunca han llegado a enamorarse el uno del otro.
Al llegar a la treintena, bromean con la existencia de ciertos síntomas de envejecimiento prematuro y Ja Na le hace una apuesta a Won, asegurándole que ella se casará primero y antes de cumplir los 35 años.
¿Quién de ellos encontrará antes el amor? ¿Se darán cuenta de que se atraen sin saberlo?

## Reparto

### Principal
- Ha Ji Won como Oh Ha Na.
- Lee Jin Wook como Choi Won.
- Yoon Kyun-sang como Cha Seo Hoo.
- Choo Soo Hyun como Lee So Eun.

### Secundario
Familia de Ha Na
- Shin Jung-geun como Oh Jung Geun.[5]
- Seo Ju Hee como Kim Soo Mi.
- Lee Joo Seung como Oh Dae Bok.

Familia de Choi Won
- Jin Kyung como Choi Mi Hyang.

Escuela
- Kang Rae Yeon como Kang Na Young.
- Lee Ah Rin como Jung Mi.

### Otros
- Choi Dae-chul como Yoon Shil-jang.
- Choi Jung-won como Joo Ho-joon.
- Woo Hyun como Byun Woo-shik.
- Lee Dong Jin como Song Min Gook.
- Jang Sung-won como Bong Woo-jin.
- Seo Dong Gun como Jang Dong Gun.
- Hong In Young como Hwang Bit Na.
- Ko Won-hee como Yoon Min Ji.[6]
- Bae Woo-hee como Hong Eun Jung.
- Lee Hye Eun
- Jo Sun Mook
- Seo Bo Bae
- Kang Dong Woo
- Kim Kwang Sub
- Hwang Mi Young
- Min Hye Soo
- Kim Hyun

### Apariciones especiales
- Jo Young Goo como PD.
- Hong Suk Chun como Pasajero.
- Park Joon Myeon como Choo Sung Hoon.
- L como Ki Sung Jae.
- Choo Sung Hoon.
- Ohn Joo-wan como Ohn Joo-wan, la potencial tercera cita de Oh Ha-na (Ep. #2).[7]
- Yoon Sang Hyun como Yoon Sang Hyun.
- Jang Soo Won
- Shin Eun Kyung como Goo Yun Jung.
- Hwang Seok Jung

## Recepción

### Audiencia
| Ep. #    | Fecha de emisión     | Cuota de audiencia | Cuota de audiencia | Cuota de audiencia | Cuota de audiencia |
| Ep. #    | Fecha de emisión     | TNmS Ratings       | TNmS Ratings       | AGB Nielsen        | AGB Nielsen        |
| Ep. #    | Fecha de emisión     | Nacional           | Seúl               | Nacional           | Seúl               |
| -------- | -------------------- | ------------------ | ------------------ | ------------------ | ------------------ |
| 1        | 27 de junio de 2015  | 6.5 %              | 8.6 %              | 6.7 %              | 7.6 %              |
| 2        | 28 de junio de 2015  | 6.1 %              | 7.3 %              | 6.6 %              | 7.2 %              |
| 3        | 4 de julio de 2015   | 6.2℅               | 7.4 %              | 6.7 %              | 7.3 %              |
| 4        | 5 de julio de 2015   | 5.8 %              | 7.0 %              | 7.1 %              | 7.9 %              |
| 5        | 11 de julio de 2015  | 7.3 %              | 9.4 %              | 7.1 %              | 7.5 %              |
| 6        | 12 de julio de 2015  | 5.8 %              | 7.6 %              | 7.0 %              | 7.6 %              |
| 7        | 18 de julio de 2015  | 6.8 %              | 8.9 %              | 5.4 %              | 6.2 %              |
| 8        | 19 de julio de 2015  | 6.1 %              | 7.9 %              | 6.2 %              | 7.4 %              |
| 9        | 25 de julio de 2015  | 6.2 %              | 7.8 %              | 6.6 %              | 6.9 %              |
| 10       | 26 de julio de 2015  | 5.3 %              | 7.2 %              | 5.5 %              | 6.4 %              |
| 11       | 1 de agosto de 2015  | 5.9℅               | 7.1℅               | 5.9 %              | 6.4 %              |
| 12       | 2 de agosto de 2015  | 5.0 %              | —                  | 4.7 %              | —                  |
| 13       | 8 de agosto de 2015  | 5.6 %              | 6.5 %              | 5.7 %              | —                  |
| 14       | 9 de agosto de 2015  | 5.6 %              | 7.3 %              | 6.1 %              |                    |
| 15       | 15 de agosto de 2015 | 5.0 %              | 6.7 %              | 6.2 %              | 6.9 %              |
| 16       | 16 de agosto de 2015 | 5.6 %              | 7.1℅               | 6.4 %              | 6.7                |
| Promedio | Promedio             | 5.9℅               |                    | 6.2℅               |                    |

## Banda sonora
- Cho Kyuhyun - «The Time We Were In Love».
- OKDAL - «My Love Song».
- Jung Seung Hwan - «The Time We Were Not In Love».
- Every Single Day - «Shifting Hearts».
- Suzy (Miss A) - «Why Am I Like This».
- Every Single Day - «The Distance Between Us».

## Emisión internacional
- Filipinas: ABS-CBN (2018, con el título My Time with You).[10]
- Francia: Gong (2016).
- Israel: Viva.[11]
- Malasia: One TV Asia (2015).[12]
- Taiwán: Star Chinese Channel y Star Entertainment Channel.